# Thesium exile
Thesium exile är en sandelträdsväxtart som beskrevs av N. E. Broton. Thesium exile ingår i släktet spindelörter, och familjen sandelträdsväxter. Inga underarter finns listade i Catalogue of Life.